# أولاف إتش اولسن
أولاف إتش اولسن (بالدنماركية: Olaf Olsen)‏ هو عالم آثار ومؤرخ دنماركي، ولد في 7 يونيو 1928، وتوفي في 19 نوفمبر 2015.

## وصلات خارجية
- أولاف إتش اولسن على موقع IMDb (الإنجليزية)